# Sound and More
Sound and More – polskie studio nagrań założone w Warszawie w 2004 roku. Projekt techniczny studia umożliwia niezależną pracę w trzech reżyserniach: nagrywanie, miksowanie materiału w dużej reżyserni, produkcja, nagrania w małej reżyserni oraz praca nad obrazem w Video Roomie. Studio zostało tak zaprojektowane, że umożliwia nagrywanie z 4 odizolowanych akustycznie pomieszczeń, co stwarza warunki do nagrań „live”.
Serce studia to konsola analogowa NEVE VRL z 72 śladami i automatyką ENCORE. Studio zajmuje się również produkcją i postprodukcją reklam telewizyjnych i radiowych oraz filmów korporacyjnych. W studiu nagrywali m.in. Ambulans, Anna Maria Jopek, Mariusz Lubomski, Andrius Mamontovas, Bennie Maupin, Kasia Kowalska, Aga Zaryan, Bartłomiej Gliniak, Machina del Tango, Guy Michelmore, Henryk Miśkiewicz, Michał Zieliński, Jan A.P. Kaczmarek, Novika, Miloopa, Michał Jurkiewicz, Michał Tokaj, Pink Freud, Motema Afirca, Stanisław Soyka, Tomasz Stańko.

## Wybrane realizacje
- Dorota Miśkiewicz – Caminho (2008[2])
- DeMono, teledysk do utworu „Siedem dni” (remiks Silver Bross), reżyseria: Jędrzej Sierocki[3]
- Marek Napiórkowski – Wolno (2007[4])
- Sokół feat. Pono – Teraz pieniądz w cenie (2007[5])
- Adam Sztaba – Taniec z gwiazdami (2006[6])
- Leszek Możdżer, Lars Danielsson, Zohar Fresco – Between us and the light (2006[7])
- Różni wykonawcy - Wieża (ścieżka dźwiękowa, 2007[8])
- Różni wykonawcy - Wyspiański wyzwala (2008[9])
- Ania Szarmach – Inna (2010[10])